# بنجامين باول اكيرز
بنجامين باول اكيرز (بالإنجليزية: Benjamin Paul Akers)‏ هو نحات أمريكي، ولد في 10 يوليو 1825 في وستبروك في الولايات المتحدة، وتوفي في 21 مايو 1861 في فيلادلفيا في الولايات المتحدة بسبب سل.